# Таоюань (Чандэ)
Таоюа́нь (кит. упр. 桃源, пиньинь Táoyuán) — уезд городского округа Чандэ провинции Хунань (КНР).

## История
Уезд был выделен из уезда Улин в 963 году во времена империи Сун. После монгольского завоевания и образования империи Юань уезд был в 1295 году поднят в статусе, став областью, но после свержения власти монголов и образования империи Мин область была в 1369 году вновь понижена в статусе до уезда. 
В ходе японо-китайской войны 1937-1945 гг. в ноябре 1943 года в этом районе имел место один из редких случаев воздушного десанта японских войск (после разведки и авиабомбардировки здесь приземлилось подразделение из примерно 60 японских парашютистов, захвативших позиции за тридцать минут до начала наступления японских войск на этом участке фронта).
После образования КНР в 1949 году был создан Специальный район Чанфэн (常沣专区), и уезд вошёл в его состав. 29 августа 1950 года Специальный район Чанфэн был переименован в Специальный район Чандэ (常德专区). В 1970 году Специальный район Чандэ был переименован в Округ Чандэ (常德地区).
Постановлением Госсовета КНР от 23 января 1988 года округ Чандэ был преобразован в городской округ.

## Административное деление
Уезд делится на 18 посёлков, 8 волостей и 2 национальные волости.